# 피터 리스
피터 리스(독일어: Peter Ries 페터 리에스[*])는 독일의 음악 프로듀서, 작곡가이다.